# De Klef
De Klef is een buurtschap in de gemeente Gemert-Bakel in de Nederlandse provincie Noord-Brabant. De buurtschap is ontstaan als keuternederzetting en bevindt zich een tweetal kilometer ten noordoosten van Milheeze.
Vanaf het midden van de negentiende eeuw bouwden arme inwoners illegaal hutten op de heide en ontgonnen stukjes bouw- en grasland. In 1866 verkocht de toenmalige gemeente Bakel de grond aan de hutbewoners tegen een prijs van 30 gulden per hectare, meer dan de gebruikelijke prijs van woeste grond, maar aanzienlijk minder dan de prijs van landbouwgrond. Op den duur ontwikkelde de Klef zich tot een gewone buurtschap, waarvan een van de wegen (in Milheeze) de naam Klef heeft. Als straatnaam komt De Klef ook voor in Beers en Ewijk. Een rijksmonument (silo, pakhuis met weegbrug, daterend uit 1931) te Beneden-Leeuwen draagt diezelfde naam.